# 久安寺 (池田市)
久安寺（きゅうあんじ）は、大阪府池田市伏尾町にある高野山真言宗の寺院。山号は大澤山。本尊は千手観音。境内はあじさいや紅葉の季節になると観光客が多数訪れる。

## 歴史
寺伝によれば、神亀2年（725年）に聖武天皇の勅願を受けて行基によって開創され、天長年間（824年 - 834年）の頃に空海（弘法大師）が留錫して真言密教の道場として栄えていた安養院が当寺の前身と伝わる。
保延6年（1140年）に安養院は焼失したが、薬師如来像、阿弥陀如来像、本尊千手観音像は焼失を免れている。久安元年（1145年）に近衛天皇の勅願により祈願所として再興され、賢実上人が境内の本堂などの伽藍を増築し、「久安寺」と称するようになった。最盛期には四十九もの子院があったが、現在は本坊となっている小坂院だけが残っている。
安土桃山時代の頃、豊臣秀吉が参拝の際に月見茶会を開いたといわれ、江戸時代中期に歌人の平間長雅が移り住み、観音信仰の聖地として広く庶民に知れ渡った。

## 境内
- 本堂 - 本尊の千手観音は、後一条天皇の勅願で仏師定朝の作と伝わる。秘仏につき非公開[3]。摂津国三十三所霊場第19番札所[4]。
- 三十三所堂 - 西国三十三所観音霊場のそれぞれの札所の本尊を模した33体の観音像を祀る[3]。須弥壇は33メートルの長さである[4]。
- 阿弥陀堂 - 文化財保存に適すように高床式の宝物殿となっており、阿弥陀如来坐像（重要文化財）、薬師如来立像（池田市指定有形文化財）、紙本著色涅槃図、久安寺縁起、他に行基像、賢実上人像などを安置する[3]。三十三所堂内に出入り口はあるが、特定日のみ開扉する。詳細は下記「拝観・交通」を参照。
- 庭園「普供養の庭」 - 「供養菩薩遊化の庭」とも呼ばれる[4]。
- 御影堂（遍照殿） - 空海（弘法大師）留錫の際の草庵跡地で、弘法大師像と聖武天皇などゆかりの天皇の位牌を祀る[5]。宝形作りで明治時代末年に現霊園から移築されたもの。摂津国八十八箇所第67番札所[4]。
- 鐘堂 - 梵鐘は「開運の鐘」と呼ばれる。大晦日の除夜の鐘は23時45分から翌日2時で行われ、希望者は全員撞くことができる[6]。
- 腰掛石 - 豊臣秀吉が座ったと伝わる石[3]。
- 行基像
- 薬師堂（瑠璃光殿） - 池田市最古の阿閦薬師如来立像（池田市指定有形文化財）が祀られる[3]。西国薬師四十九霊場第18番札所[4]。
- 庭園「芳泉庭」
- 三光社 - 祭神：三光大善神。久安寺の伽藍神。豊臣秀吉参拝時、この三光大善神に祈願したと伝わる[4]。

- 弘法大師像

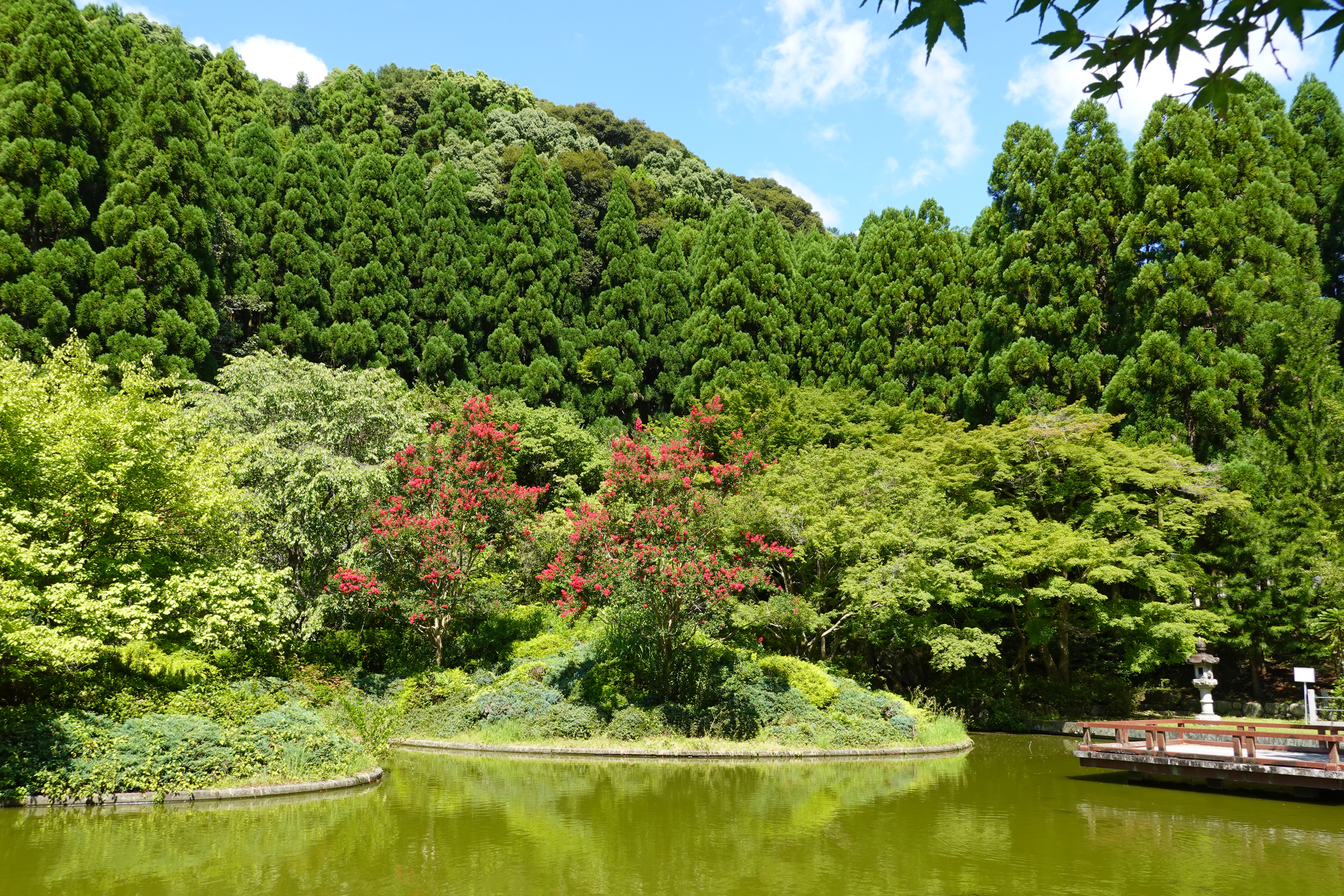
虚空園

- 庭園「虚空園」 - バン字池を中心に作庭された池泉回遊式庭園。荒木芳邦による作庭[3]。
- 地蔵堂 - 明治末年に廃寺となった久安寺別院菩薩寺の本尊であった地蔵菩薩像を祀る[4]。霊園事務所を兼ねる[3]。
- 朱雀池
- 仏塔・舎利殿涅槃堂 - 6.4メートルの釈迦涅槃石像が安置されている納骨慰霊堂[3]。開創時より大正時代までここに本堂があった[5]。
- 庭園「仏塔 五輪塔の庭」
- 本坊 - 元は子院の小坂院[4]。
  - 庫裏
  - 茶室「雅千庵」[5]
  - 茶室「住心庵」
  - 茶室「㐂楓亭」
  - 表門
- 伏尾会館
- 榧の老木 - 豊臣秀吉お手植えと伝わる[3]。
- 具足池 - 紫陽花の時期に紫陽花が浮かべられている[3]。
- 通用門
- 楼門（重要文化財） - 入母屋造、本瓦葺、間口約5.4メ－トル、奥行約3.6メ－トルの楼門。金剛力士（仁王）像を安置する。寺内最古の建物で、1959年（昭和34年）の解体修理により、室町時代初期に再建または大修理が行われたと推定され[4]、その後江戸時代と明治時代に3回から4回にわたり修復された。和様を基調とし、頭貫の木鼻などに禅宗様が取り入れられている。
- 弥勒山めぐり - 四国八十八か所の各札所から取り寄せた砂が配置されたお砂踏み回峰行コース。1周約1キロメートル。山頂に修業中の弘法大師像を祀る[3]。

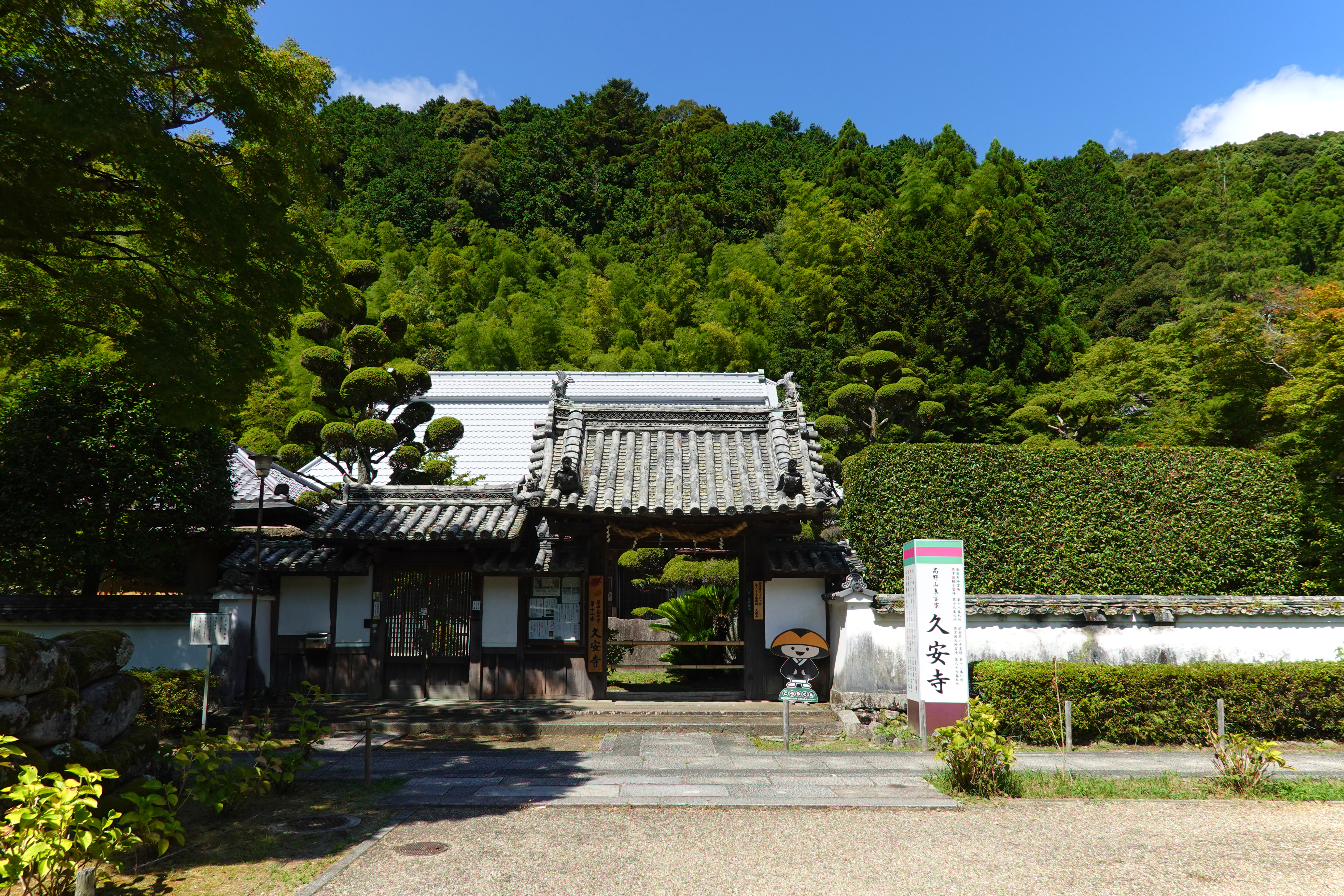
本坊 薬医門
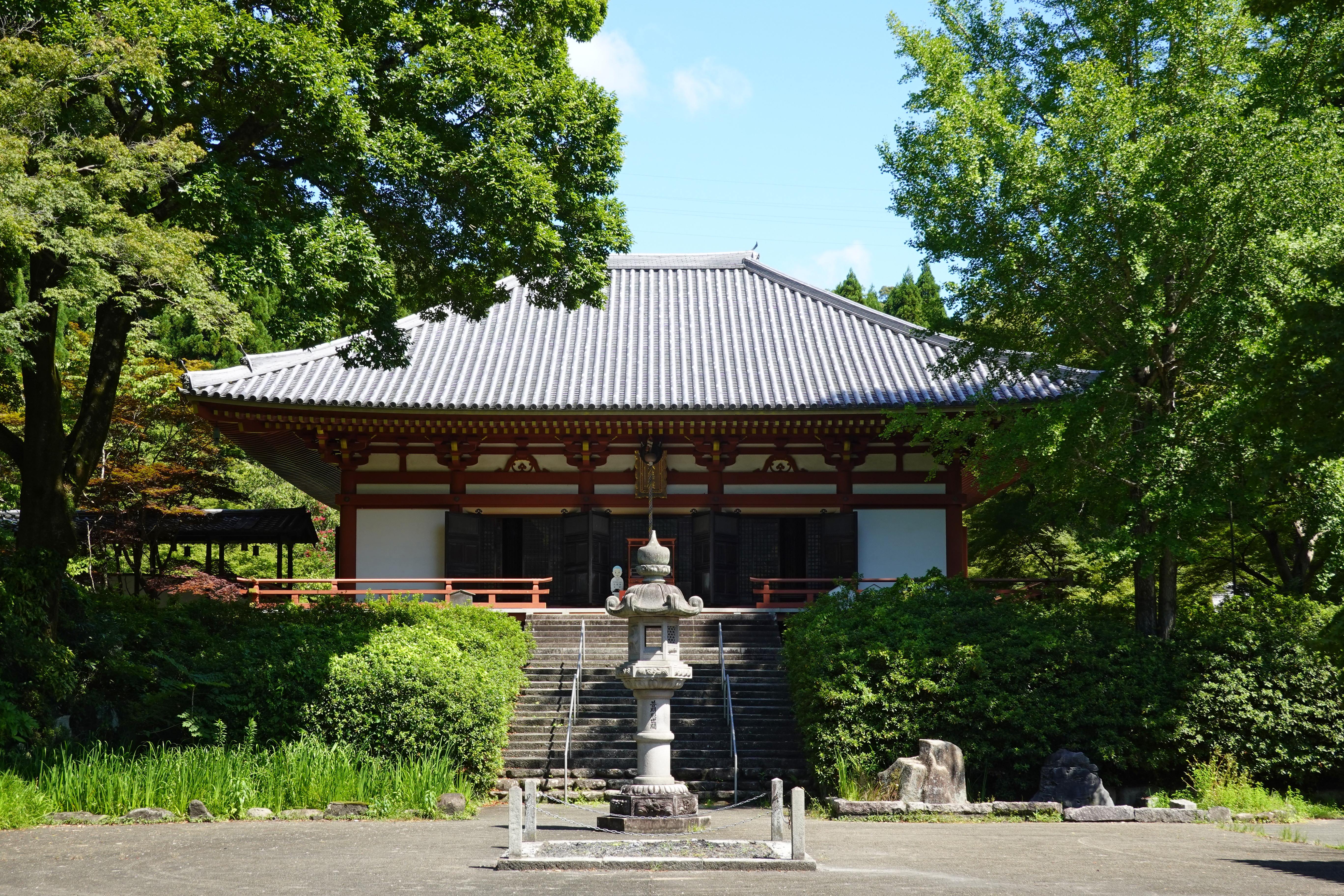
本堂
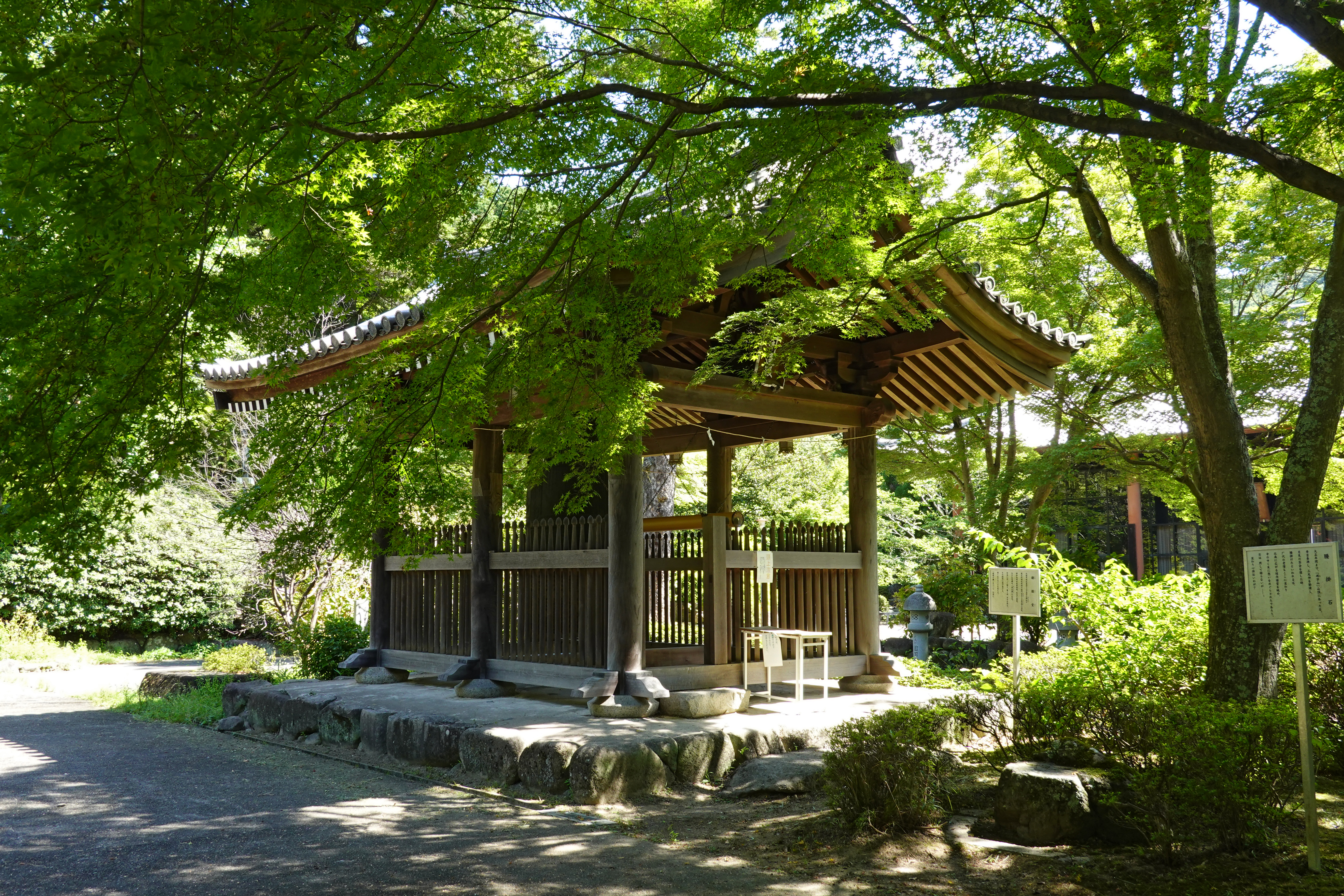
鐘堂
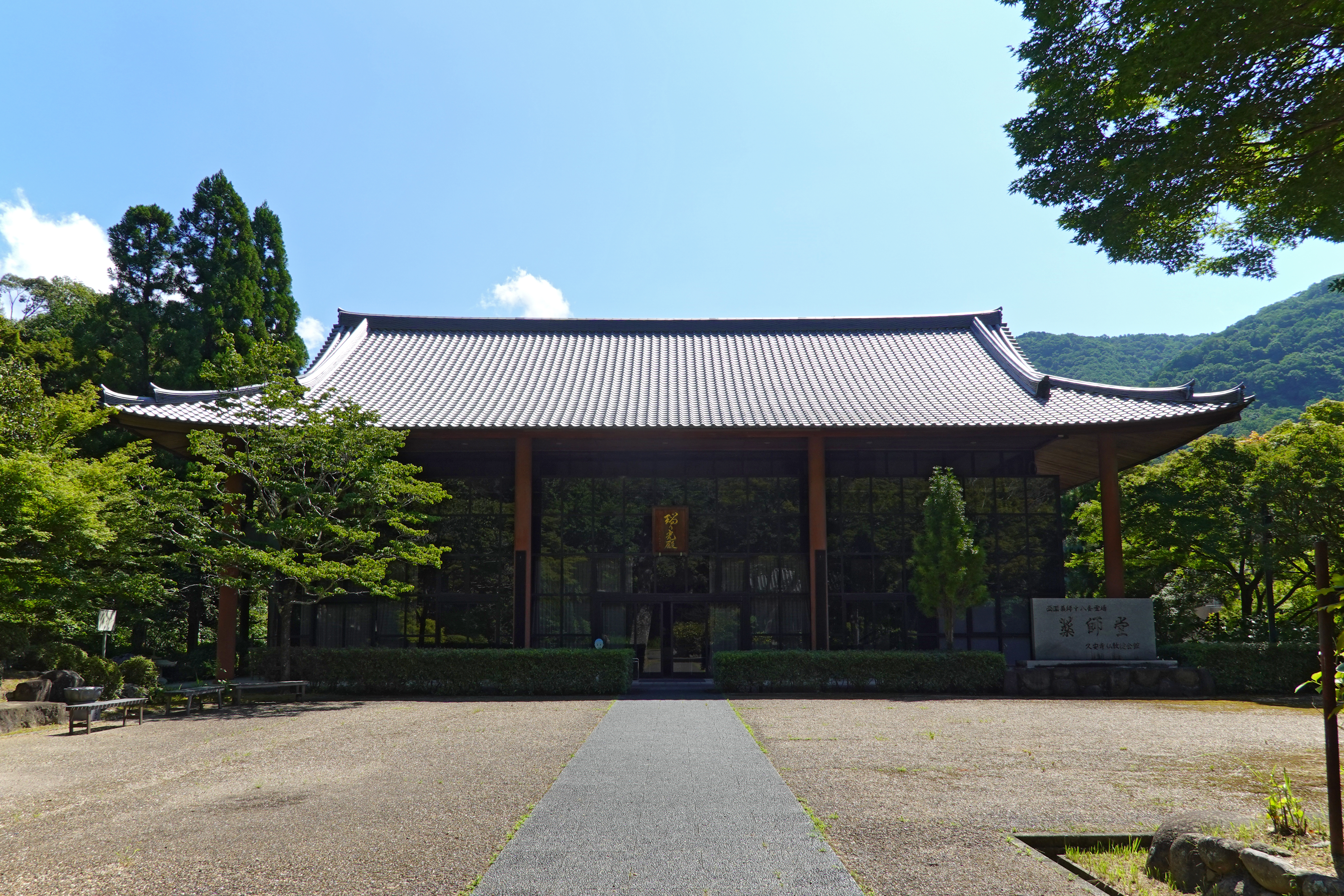
薬師堂（瑠璃光殿）
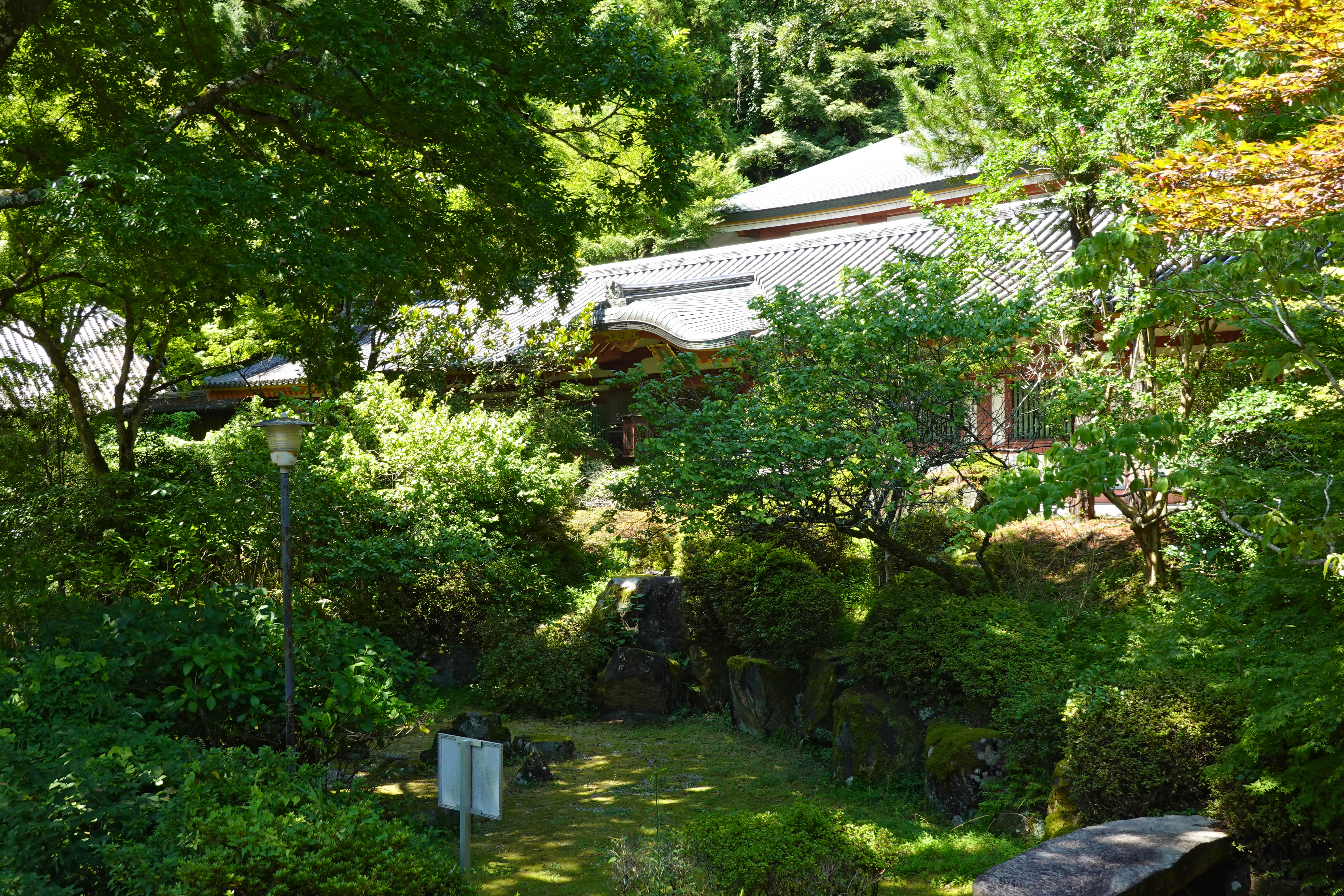
三十三所堂、阿弥陀堂
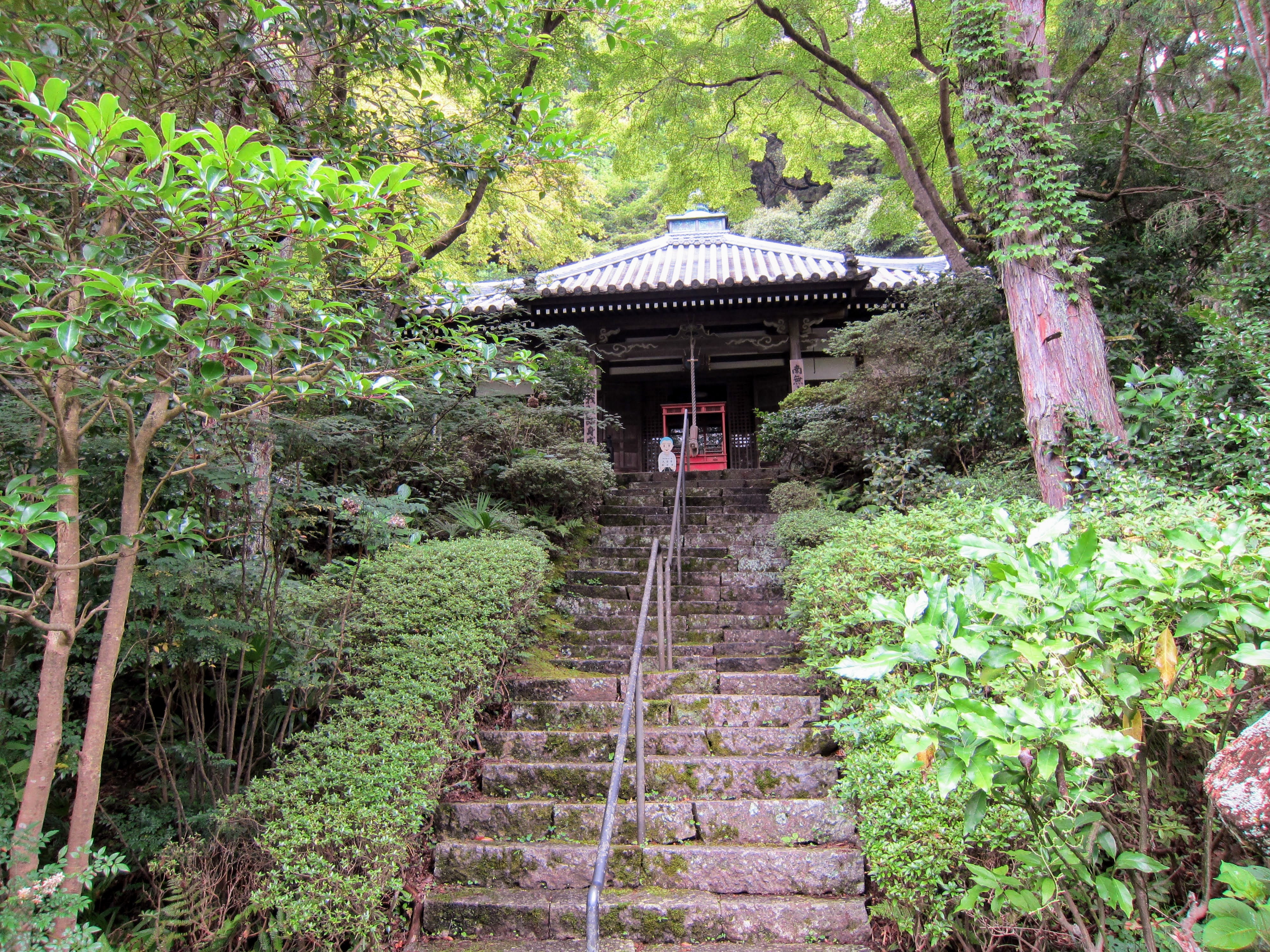
御影堂（遍照殿）
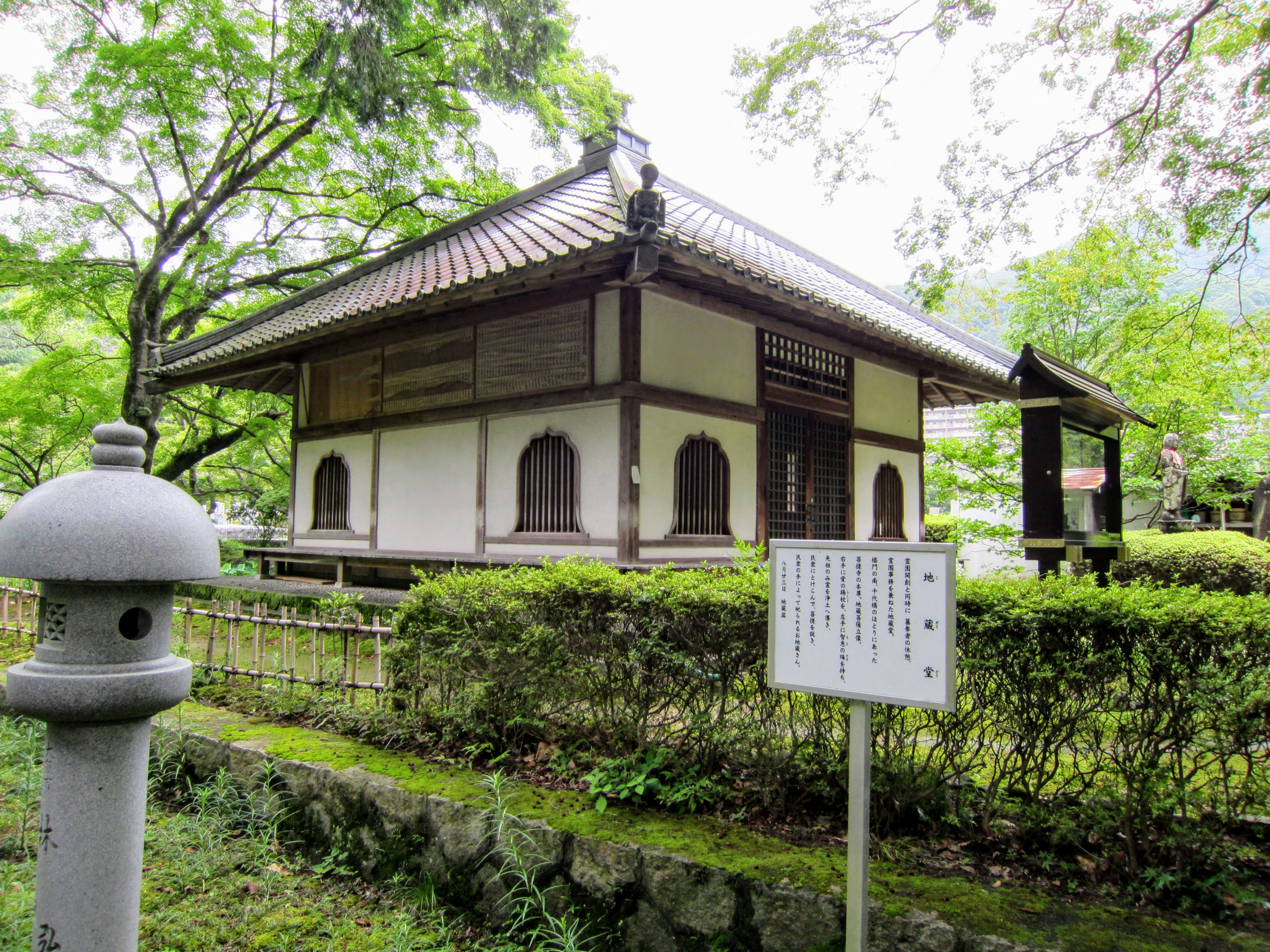
地蔵堂
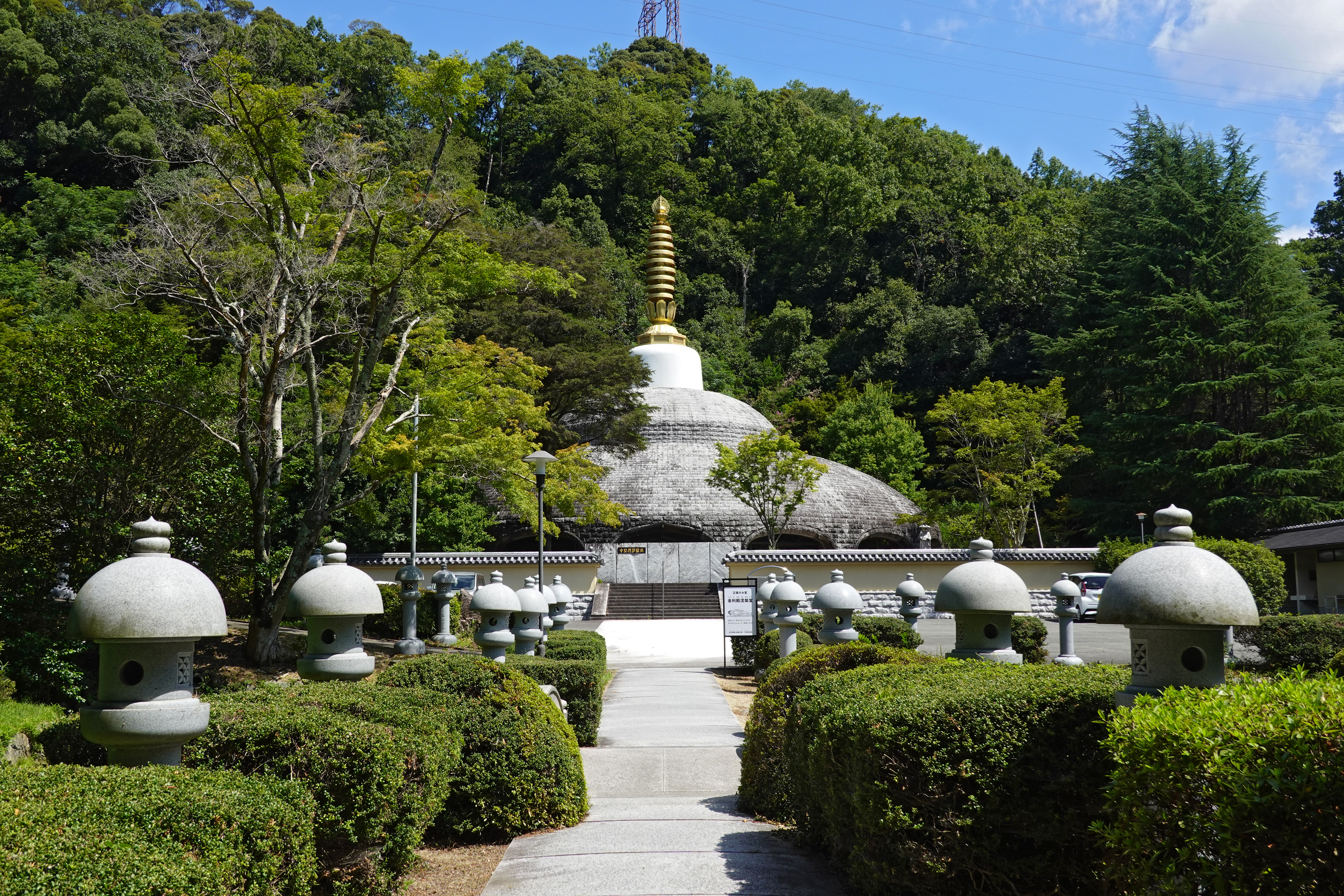
仏塔・舎利殿涅槃堂

## 文化財

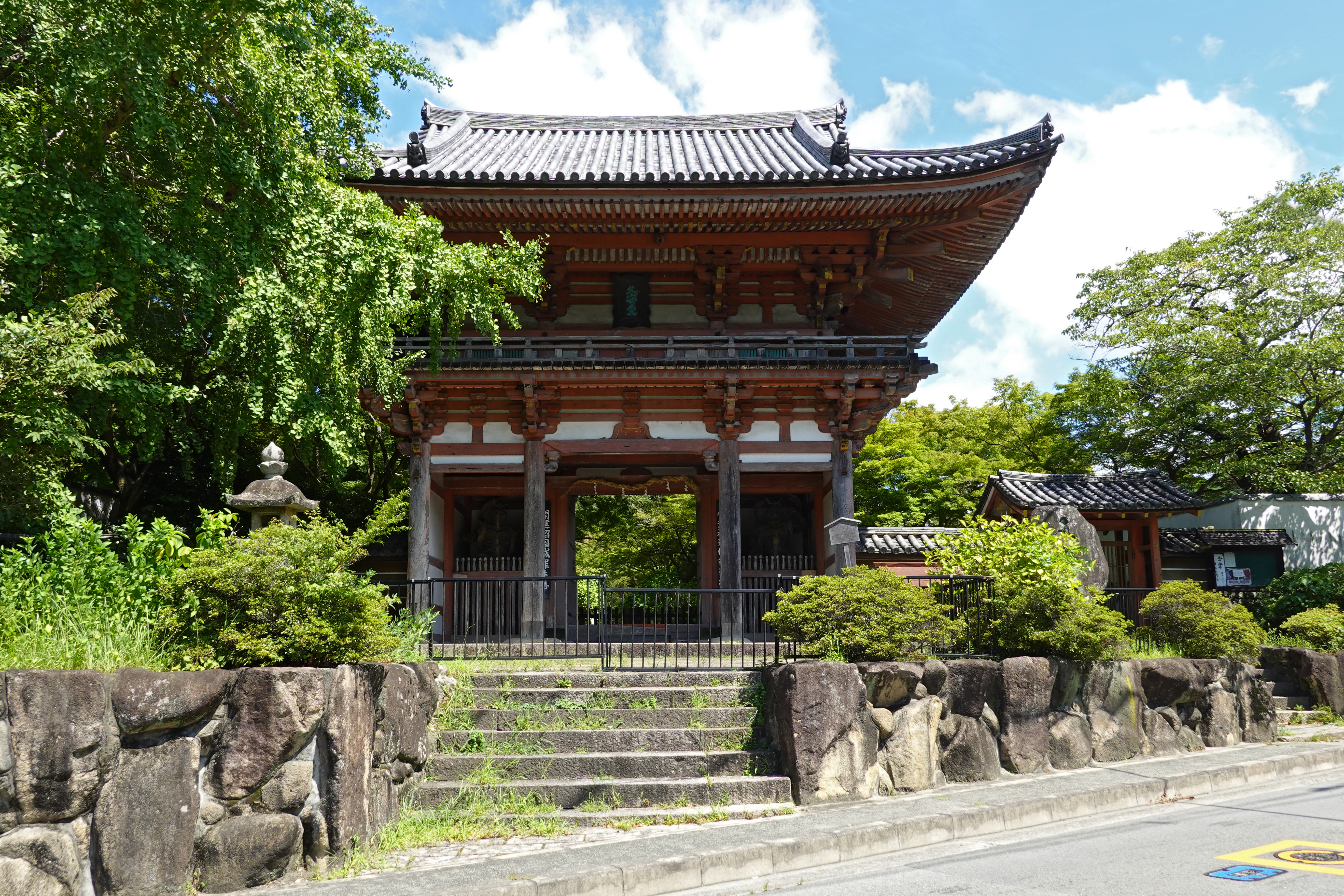
楼門

### 重要文化財
- 楼門 - 室町中期建立。指定名称：久安寺楼門。指定年月日：1903年（明治3）4月15日[7]。現・文化財保護法で1950年（昭和25年）8月29日指定[8]。
- 木造阿弥陀如来坐像 - 久安寺の前身、安養寺にあったもので平安時代後期の作。指定年月日：1913年（大正2年）4月14日[9]。現・文化財保護法で1950年（昭和25年）8月29日指定[8]。

### 池田市指定有形文化財
- 木造薬師如来立像 - 平安時代作で池田市最古の仏像。指定年月日：1978年（昭和53年）10月31日[10]。
- 木造増長天立像 - 平安時代作。指定年月日：1978年（昭和53年）10月31日[10]。
- 紙本著色涅槃図（大岡春卜筆） - 江戸時代作。指定年月日：1978年（昭和53年）10月31日[10]。
- 久安寺縁起 真名縁起1巻、仮名縁起1巻、版木22面 - 江戸時代作。指定年月日：1978年（昭和53年）10月31日[10]。

## 前後の札所
摂津国八十八箇所
66 高法寺　-　67 久安寺　-　68 満願寺
摂津国三十三箇所
18 満願寺　-　19 久安寺　-　20 常福寺
関西花の寺二十五霊場
11 永澤寺　-　12 久安寺　-　13 法金剛院
西国薬師四十九霊場
17 国分寺　-　18 久安寺　-　19 昆陽寺

## 所在地
- 大阪府池田市伏尾町697

## アクセス
- 阪急電鉄宝塚本線 池田駅から阪急バス乗車、「久安寺」下車。

## 拝観・交通
- 各種霊場の御朱印は拝観受付で拝受できる。
- 開門：午前9時・閉門：午後4時[11]。拝観料300円。なお納経所兼受付と山門の間だけなら拝観料は不要。
  - 阿弥陀堂（宝物館）は8月を除く毎月15日に「阿弥陀縁日」として14時から15時に開扉する。なお、11月3日の文化の日にも例年午前から午後にかけて3〜4時間開扉する。11月第3日曜日は「もみじまつり」として例年午後を中心とする3時間ほど開扉する。時間帯は毎年変更があるので公式ホームページか公式Twitterで確認のこと。阿弥陀堂の入堂にあたっては、入口にある賽銭箱に1人200円を文化財の維持費として納めることになっている。